# آلباتروس ال۶۸
آلباتروس ال۶۸ (به انگلیسی: Albatros_L_68) یک هواگرد از نوع آموزشی ساخت شرکت آلباتروس فلوکتسایک‌ورک در آلمان است. در مجموع، تعداد ۱۸ فروند از این هواگرد ساخته شده‌است.